# Зейналов, Эдуард Джангирович
Эдуард Джанги́рович Зейна́лов (род. 21 июля 1963, Александрия, Кировоградская область) — украинский политик азербайджанского происхождения. Дважды народный депутат Украины. Бывший глава Кировоградской областной государственной администрации. Член Европейской партии Украины. 3 ранг государственного служащего.

## Биография

### Образование
В 1985 году окончил Одесское мореходное училище, а в 2005 году — Межрегиональную академию управления персоналом.

### Карьера
Работал матросом-спасателем на Александрийской спасательной станции, оператором Кировоградской нефтебазы, начальником планово-распределительного отдела Кировоградского областного управления Госкомнефтепродукта УССР, начальником отдела внешнеэкономических связей управления «Кировоградглавснаб», заместителем председателя, первым заместителем председателя правления товарно-сырьевой компании «Кировоградглавснаб».
С 1996-го по 2004-й — генеральный директор ОАО «Интерресурсы», генеральный директор ЗАО «РУР ГРУП С. А.». С 4 февраля 2005 по 3 мая 2006 — председатель Кировоградской облгосадминистрации.
Доверенное лицо кандидата на пост Президента Украины Виктора Ющенко в Кировоградской области в 100-м избирательном округе (город Кировоград).
Бывший председатель Кировоградской областной партийной организации НСНУ.

### Парламентская деятельность
Народный депутат Украины 5-го созыва от блока «Наша Украина», № 65 в списке. Был заместитель председателя Комитета по вопросам экономической политики.
Народный депутат Украины 6-го созыва от блока «Наша Украина — Народная самооборона», № 76 в списке. Был членом Комитета по вопросам транспорта и связи.

### Семья
Женат. Имеет 2 сыновей.